# Danot
Danot (ou Danod,, en somali : Daanood) est un woreda de l'est de l'Éthiopie situé dans la zone Dollo de la région Somali. Ce district a 47 236 habitants en 2007 et porte le nom de son centre administratif.
Situé dans le nord de la zone Dollo au contact du Somaliland, le district est limitrophe des zones Jarar et Korahe de la région Somali.
Son centre administratif se trouve à près de 700 m d'altitude environ 65 km au nord de la ville de Warder.
| Gashamo |          | (Somaliland) |
| Marsin  | Danot    | Boh          |
| Warder  | Daratole | Galadi       |

Le recensement national de 2007 y fait état d'une population de 47 236 habitants dont 2 % de citadins qui sont les 1 153 habitants du centre administratif.
Presque tous les habitants sont musulmans.
En 2022, sa population est estimée sur le même périmètre à 68 383 personnes avec une densité de population de moins de huit personnes par km2 et 8 753 km2 de superficie.
Après avoir cédé un peu de territoire à ses voisins, peut-être au bénéfice de Warder et Daratole[à vérifier], le district fait encore 7 755 km2 au début des années 2020.